# ترشیاری
| زمان‌بندی زمین‌شناسی    |                          |                         |                         |
| پیدازیوی (فانروزوئیک) | نوزیوی (سنوزوئیک)        | کواترنری                |                         |
| پیدازیوی (فانروزوئیک) | نوزیوی (سنوزوئیک)        | نئوژن                   |                         |
| پیدازیوی (فانروزوئیک) | نوزیوی (سنوزوئیک)        | پالئوژن                 |                         |
| پیدازیوی (فانروزوئیک) | میانه‌زیوی (مزوزوئیک)     | کرتاسه                  |                         |
| پیدازیوی (فانروزوئیک) | میانه‌زیوی (مزوزوئیک)     | ژوراسیک                 |                         |
| پیدازیوی (فانروزوئیک) | میانه‌زیوی (مزوزوئیک)     | تریاس                   |                         |
| پیدازیوی (فانروزوئیک) | دیرینه‌ زیوی (پالئوزوئیک) | پرمین                   |                         |
| پیدازیوی (فانروزوئیک) | دیرینه‌ زیوی (پالئوزوئیک) | کربونیفر                |                         |
| پیدازیوی (فانروزوئیک) | دیرینه‌ زیوی (پالئوزوئیک) | دوونین                  |                         |
| پیدازیوی (فانروزوئیک) | دیرینه‌ زیوی (پالئوزوئیک) | سیلورین                 |                         |
| پیدازیوی (فانروزوئیک) | دیرینه‌ زیوی (پالئوزوئیک) | اردویسین                |                         |
| پیدازیوی (فانروزوئیک) | دیرینه‌ زیوی (پالئوزوئیک) | کامبرین                 |                         |
| نهان‌زیوی (پرکامبرین)  | پیشین‌زیوی (پروتروزوئیک)  | پیشین‌زیوی (پروتروزوئیک) | پیشین‌زیوی (پروتروزوئیک) |
| نهان‌زیوی (پرکامبرین)  | نخست‌زیوی (آرکئن)         |                         |                         |
| نهان‌زیوی (پرکامبرین)  | پیشازیوی (هادئن)         |                         |                         |

تِرشیاری (به انگلیسی: Tertiary، به فرانسوی:Tertiaire) نام دوره‌ای در مقیاس زمانی زمین‌شناسی است از ۶۵ میلیون سال پیش آغاز شد و تا ۲٫۶ میلیون سال پیش ادامه یافت. این دوره میان دو دورهٔ میانه‌زیستی و کواترنری قرار داشت. امروزه کمیسیون بین‌المللی چینه‌شناسی به دلیل‌های سیاسی دوره ترشیاری را دیگر به رسمیت نمی‌شناسد و خواهان تقسیم دوره‌های زمانی آن میان دورهای پالئوژن و نئوژن از دوران نوزیستی است.
تِرشیاری با منقرض شدن دایناسورهای ناپرنده در جریان رویداد انقراض کرتاسه-ترشیاری آغاز شد؛ این همان آغاز دوران نوزیستی نیز به شمار می‌رود و در برگیرنده پلیستوسن پیشین می‌شود. پایان آن نیز مصادف با تازه‌ترین یخبندان زمین در پایان پلیوسن است.
واژه ترشیاری برای نخستین بار توسط جیوانی آردوینو در سال‌های دهه ۱۷۳۰ به کار رفت. او دوره‌های زمین‌شناسی را به سه بخش یکم، دوم، و سوم تقسیم کرد. دورهٔ چهارمی به نام کواترنری بعدها افزوده شد. در ۱۸۲۸، چارلز لایل از این واژه در سامانهٔ زمان‌بندی زمین‌شناسانهٔ مُفَصل خود بهره گرفت.